# Maia Brewton
Pour les articles homonymes, voir Brewton.
Maia Luisa Brewton, née le 30 septembre 1977 à Los Angeles (Californie), est une actrice américaine.
Elle est surtout connue pour son rôle de Shelly Lewis (sœur de Parker Lewis) dans la série télévisée Parker Lewis ne perd jamais.

## Biographie
Enfant acteur, elle a interrompu sa carrière pour étudier à l'université mais n'a pu ensuite revenir sur le devant de la scène.
Elle a été diplômée de Yale en 1998 (où elle a été membre de Manuscript Society et Just Add Water), pour des études de droit et a passé avec succès l'examen au barreau de Californie. Celle qui fut la sœur de Parker Lewis est donc avocate, tout comme Troy Slaten, alias le Bizut Jerry Steiner.
Elle a épousé sa compagne, Lara Spotts, en 2008. Le couple a 2 garçons, Rizzo and Calder.

## Filmographie

### Cinéma
- 1985 : Retour vers le futur (Back to the Future) : Sally Baines
- 1987 : Nuit de folie (Adventures in babysitting) : Sara Anderson
- 1992 : Is This Your Mother?

### Télévision
- 1984 : Tonnerre de feu (Blue Thunder) (série télévisée) : Kathy
- 1984-1985 : Matt Houston (série télévisée) : La fille de Slim / C.J. jeune
- 1985 : Trapper John M.D. (série télévisée) : Megan Hughes
- 1985 : This Wife for Hire (Téléfilm) : Amy Harper
- 1985 : Brothers (série télévisée) : Kit Montgomery
- 1985-1987 : Lime Street (série télévisée) : Margaret Ann Culver
- 1987 : Les Routes du paradis (Highway to Heaven) (série télévisée) : Robin
- 1987 : Dolly (série télévisée) : Dolly Parton jeune
- 1988 : The Big Five (Téléfilm) : Melinda Scott
- 1989 : Free Spirit (série télévisée) : Didi
- 1989-1990 : 21 Jump Street (série télévisée) : Maureen Maroney
- 1990 : Sky Trackers (Téléfilm) : Ali Barnes
- 1990 : Island Son (série télévisée) : Haley Clark
- 1990 : A Family for Joe (Téléfilm) : Holly Bankston
- 1990-1991 : Les Années coup de cœur (The Wonder Years) (série télévisée) : Linda Sloan
- 1990-1993 : Parker Lewis ne perd jamais (Parker Lewis Can't Lose) (série télévisée) : Shelly Lewis